# 胡用賓
胡用賓（1530年—？），字晉卿，號湛臺，直隸徽州府婺源縣人，民籍，明朝政治人物。

## 生平
嘉靖二十八年（1549年）己酉科應天府鄉試第七十七名舉人。隆慶二年（1568年）中式戊辰科會試第一百六十二名，三甲第二百零三名進士。授乐清县知县，六年十月选授南京試御史，萬曆元年（1573年）實授南京湖广道御史，十四年二月起補湖广道御史，十五年三月升尚宝司司丞，升南京尚宝司卿，十八年四月升南京通政司右參議，十九年闰三月升南京太僕寺少卿，六月升鸿胪寺卿，不久因病乞休，准致仕。

## 家族
曾祖胡盈春；祖父胡濟民；父胡鼎高，壽官。母韓氏。严侍下。弟胡國賓。